# Lenka Hašková
Lenka Hašková (23. února 1923 Příbram – 22. března 2016 Rožmitál pod Třemšínem) byla česká novinářka, spisovatelka a autorka televizních her. Její díla jsou převážně oslavou socialismu.

## Život
Pocházela z početné dělnické rodiny, její otec byl pokrývač. V Příbrami vychodila obecnou, měšťanskou i dvouletou obchodní školu. V roce 1941 se přestěhovala do Prahy a pracovala jako úřednice v nakladatelství Melantrich. V letech 1946–1970 byla redaktorkou v Rudém právu. Při zaměstnánívysrudoval v roce 1958 novinářství na Filozofické fakultě University Karlovy, kde také roku 1968 získala titul PhDr. V letech 1971–1981 pracovala v Československé televizi, kde se zabývala především historickým dokumentárním filmem a také tvorbou angažovaných dokumentů. Poté odešla do důchodu a poslední léta života strávila v domově pro seniory v Rožmitálu pod Třemšínem.
Jako prozaička začala reportážemi zachycujícími v duchu dobové atmosféry budování velkých staveb. Z pracovního prostředí těžila rovněž ve svém nejznámějším díle, novele Obžalovaný, jehož především filmová podoba vzbudila značnou pozornost pro zobrazení otázky morálního profilu a odpovědnosti člověka ve vysoké funkci. Tato próza předznamenala přechod autorky k psychologické próze s konflikty viny a spravedlnosti. Napsala rovněž několik rozhlasových her.

## Dílo

### Rozhlasové hry
- Bodláčí (1948)
- Zvony se vrátily (1949)
- Ocelový Honza (1950)
- Tisková oprava (1958), rozhlasová hra, roku 1968 byl podle ní natočen televizní film (režie: Miroslav Ondráček)[4]
- Skála na 32. kilometru (1976)
- Liška na Stříbrné hoře (1980)

### Reportáže
- Boj o tuny oceli (1950)
- Chlapci a děvčata dílen (1950)
- Druhá směna našich dolů (1950)
- Tvůrci ocelových trubek (1951)
- V oceli šestí na světě (1951)
- Lidé z velké stavby (1953)
- Vltavská kaskáda (1961)
- Sbohem, stará řeko (1963)
- Ropa teče přes hranice (1963)

### Povídky, novely, fejetony
- Silné pokolení (1953), povídka o skupině svazáků pracujících  na stavbě Nové huti Klementa Gottwalda v Ostravě.
- Obžalovaný (1960), novela zfilmovaná roku 1964 (režie: Ján Kadár a Elmar Klos)[5]
- Odchod bez řádů (1969), povídka zfilmovaná roku 1982 (režie: Rudolf Tesáček)[6]
- Pražské poprašky (1971), fejetony
- Sklenka na odvahu (1977), povídky zachycující osudy žen